# Сары-Шаган (полигон)
Сары́-Шага́н — военный полигон в Казахстане. Расположен к северо-западу и западу от озера Балхаш в степи Бетпак-Дала на территориях Карагандинской и Жамбылской областей. Арендован Министерством обороны Российской Федерации.
Административный центр полигона — ЗАТО Приозёрск, расположенный на берегу озера Балхаш. Ближайшая к Приозёрску железнодорожная станция Сары-Шаган находится в 10 км северо-западнее него в одноимённом населённом пункте на железной дороге Моинты—Чу, построенной в 1950 году.
На территории полигона имеется действующий военный аэродром «Камбала» и несколько заброшенных грунтовых аэродромов. Через полигон также проходит автомобильная дорога Екатеринбург — Алма-Ата.
Код номерных знаков транспортных средств 10 ГИП Минобороны России — 92.

## История
Первый и единственный в Евразии полигон для разработки и испытаний противоракетного оружия. В СССР официальное название полигона — Государственный научно-исследовательский и испытательный полигон № 10 Министерства обороны СССР (МО СССР). Полигон занимал 81 200 км² (в том числе 49 200 км² на территории Карагандинской области КазССР).
Строительство полигона и города было начато в 1956 году в связи с разработкой системы ПРО под названием Система А. Основными критериями выбора местности для полигона были, как и при создании ракетных полигонов Капустин Яр и НИИП-5 (Байконур), наличие малонаселённой равнинной безлесной местности, большое количество безоблачных дней, отсутствие ценных сельхозугодий. Маршал Неделин вспоминал: 

Это очень суровый пустынный район, необжитой, непригодный даже для выпаса отар. Каменистая бесплодная и безводная пустыня. Но главный жилгородок противоракетного полигона можно будет привязать к озеру Балхаш. В нём пресная, хотя и жёстковатая, вода, и городок будет блаженствовать, если можно применить это слово к пустыне.— Кисунько Г. В. Секретная зона: Исповедь генерального конструктора. – М.: Современник, 1996.
9 июня 1960 года на полигоне скончался от сердечного приступа Генеральный конструктор ОКБ-301 С. А. Лавочкин (во время проведения испытания системы ПВО «Даль»).
В октябре 1960 года на площадках № 14 и № 15 полигона стала на боевое дежурство радиолокационная станция дальнего обнаружения «Дунай-2» (к 1974 году модернизирована до «Дунай-3УП». В дальнейшем на полигоне на площадке № 8 испытывался усечённый по возможностям прототип радиолокационной станции следующего поколения «Дон-2НП».
4 марта 1961 года на полигоне экспериментальным комплексом ПРО Система «А» впервые в мире сбита боеголовка баллистической ракеты.
В октябре 1961 года и октябре 1962 года над полигоном в ходе комплексных испытаний, произведены 5 ядерных взрывов на высотах от 80 км до 300 км.
15 июля 1966 года Указом Президиума Верховного Совета СССР за успешное выполнение заданий по разработке, созданию и освоению новой военной техники полигон награждён орденом Ленина.
20 апреля 1981 года полигон (10 ГНИИП Войск ПВО) награждён орденом Красной Звезды.
На полигоне были испытаны все советские и российские комплексы ПРО и ПВО дальнего действия, многие перспективные РЛС, экспериментальные комплексы на основе боевых лазеров большой мощности (в том числе программы «Терра», «Омега»).
Всего на полигоне было отработано: 6 противоракетных комплексов; комплекс воздушного перехвата орбитальных целей; 12 зенитно-ракетных комплексов; 7 типов противоракет; 12 типов зенитных управляемых ракет; 14 типов измерительной техники; 18 радиолокационных комплексов и несколько систем на новых физических принципах. Обеспечены испытания 15 ракетных комплексов стратегического назначения и их модификаций.
После распада СССР полигон перестал использоваться в прежних объёмах. В 1990-х годах большая часть объектов полигона была выведена из эксплуатации и заброшена, в последующие годы — разграблена мародёрами, оборудование демонтировано.
В 1996 году был подписан договор между правительством Российской Федерации и Казахстаном об аренде испытательного полигона Сары-Шаган, по которому Россия стала арендовать часть площади полигона. В 1998 году полигон «Сары-Шаган» был выведен из состава войск ПВО и переподчинён 4-му Государственному центральному межвидовому полигону (находится в ведении РВСН).
Территория полигона перестала охраняться, отсутствовали обозначения границ и указателей опасности, тем самым сделав полигон фактически доступным для всех желающих. В то же время на получение официального разрешения на посещение полигона требовалось множество времени. Территорию полигона не рекультивировали (захламлена остатками зданий и сооружений, загрязнена отходами жизнедеятельности полигона). СМИ сообщали о нескольких случаях обнаружения населением остатков вооружений, например о найденных в 2005 году брошенных бочках с напалмом (советское военное название — «огнесмесь»). Вопрос о консервации и рекультивации остатков некогда общего имущества не решён.
После сокращения объёмов российских программ ПРО и ПКО в 1990-х годах испытания ракет на полигоне производились всего один-два раза в год. Так, в декабре 2010 года были проведены учебные стрельбы ракетой «Тополь». Регулярную учебную деятельность на полигоне ведут военные части Министерства обороны Казахстана.
24 октября 2012 года на полигоне условную цель уничтожил прототип новой российской баллистической ракеты с мобильной пусковой установкой РС-26, запущенный с полигона Капустин Яр в Астраханской области России.
4 марта 2014 года межконтинентальная баллистическая ракета РС-12М «Тополь», запущенная с полигона Капустин Яр в Астраханской области России, поразила учебную цель на полигоне.
В 2016 году было ратифицировано российско-казахстанское соглашение, которое установило новые границы арендуемого полигона, исключив из него некоторые участки.
На начало 2017 года начата модернизация экспериментальной испытательной базы полигона. Доставлены комплексы оптико-электронных систем наземного базирования «Берет-М», оптико-электронные станции траекторно-измерительного комплекса «ОЭС ТИК», оптико-электронные станции «Сажень-ТМ», антенные комплексы приёмо-телеметрической информации АП-4, современные приёмо-регистрирующие станции и аппаратура системы единого времени.